# Ibiaçá
Ibiaçá is een gemeente in de Braziliaanse deelstaat Rio Grande do Sul. De gemeente telt 4.796 inwoners (schatting 2009).

## Aangrenzende gemeenten
De gemeente grenst aan Caseiros, Charrua, Lagoa Vermelha, Sananduva, Santa Cecília do Sul en Tapejara.